# Ergasilus pitalicus
Ergasilus pitalicus is een eenoogkreeftjessoort uit de familie van de Ergasilidae. De wetenschappelijke naam van de soort is voor het eerst geldig gepubliceerd in 1984 door Thatcher.